# Bollmanella unca
Bollmanella unca är en mångfotingart som beskrevs av Shear 1974. Bollmanella unca ingår i släktet Bollmanella och familjen Conotylidae. Inga underarter finns listade i Catalogue of Life.